# Seebrücke Göhren

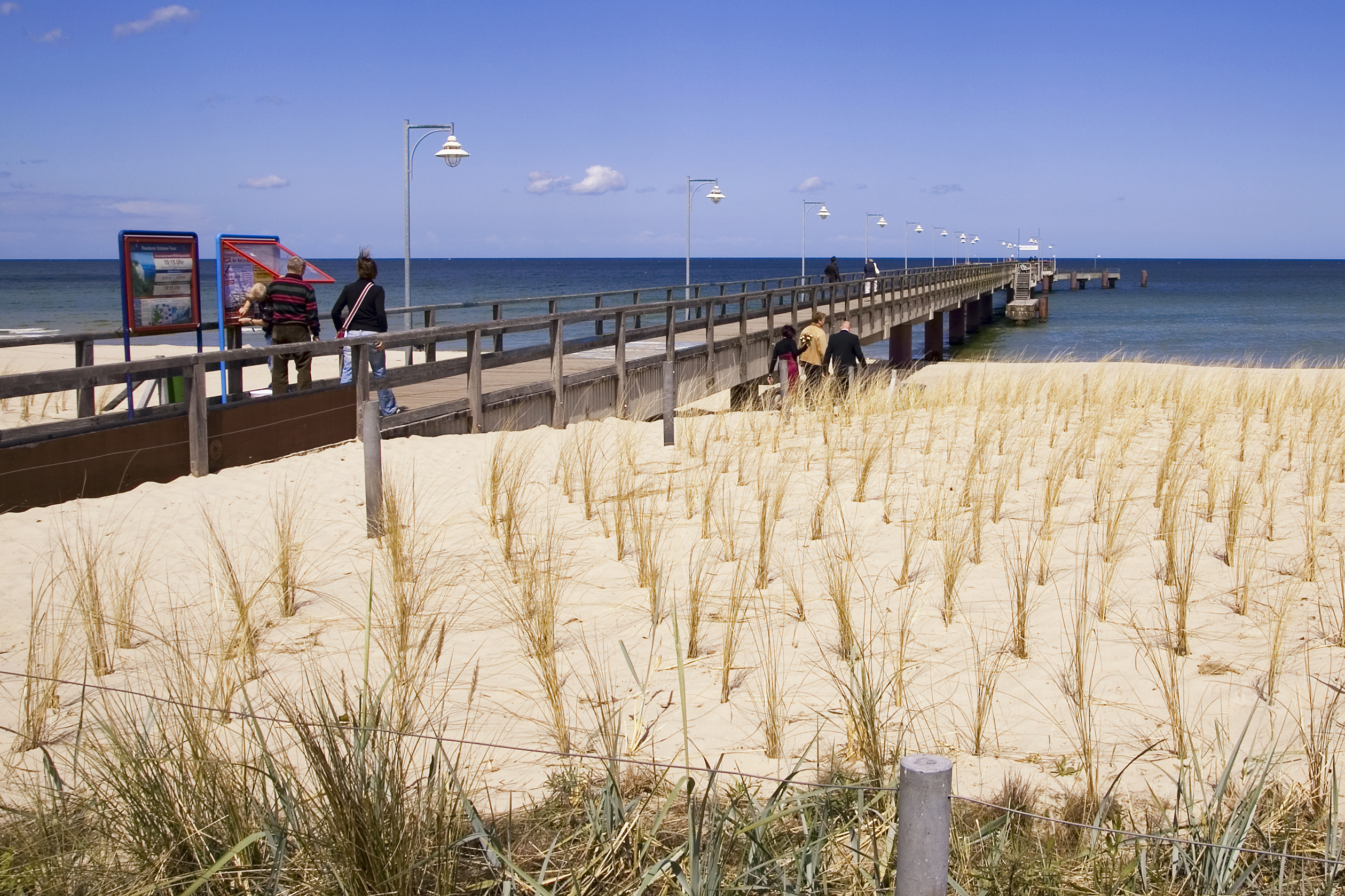
Die Seebrücke in Göhren (2009)

Die Seebrücke Göhren ist eine Seebrücke im Ostseebad Göhren auf der Insel Rügen.
Die Brücke ist 350 Meter lang, davon ragen 270 Meter in die Ostsee hinein. Das Bauwerk wurde 1993 errichtet. Durch das traditionelle, weiß gestrichene und grün gedeckte Brückenhaus hindurch betritt man die mit hölzernen Planken belegte Brücke, an deren Ende Ausflugsschiffe anlegen können.
Eine 1002 Meter lange Seebrücke war 1898 am Göhrener Südstrand gebaut worden. Im Ersten Weltkrieg wurde diese abgerissen. Seit 1912 gab es am Göhrener Nordstrand eine 126 Meter lange Seebrücke, die Gäste wurden durch Ausbooten zum Steg gebracht. 1934 wurde an der gleichen Stelle eine 450 Meter lange Brücke errichtet; diese wurde bis zum Anfang der 1950er Jahre noch genutzt.